# Museo de Arte de Sørlandet
El Museo de Arte de Sørlandet (Sørlandets Kunstmuseum) se encuentra en Kristiansand, Noruega, en el edificio que hasta 1970 fue la sede de la Escuela Catedralicia de Kristiansand.
El museo es una fundación, y fue creado en 1995 por iniciativa de los gobiernos provinciales de Aust-Agder y Vest-Agder (provincias que constituyen la región de Sørlandet), con la colaboración del municipio de Kristiansand y la Galería de Artes Visuales de Christiansand. El museo incluye tanto arte como artesanías. 
La fundación trabaja para crear interés, conocimiento y competencia en relación con las artes visuales, la artesanía y otras formas visuales de expresión.
El museo lleva a cabo intensas actividades relacionadas con el arte, incluyendo exposiciones de la colección permanente, exposiciones temporales de arte contemporáneo y exposiciones itinerantes en escuelas.

## Colecciones
La colección permanente del museo se basa principalmente en las obras de arte que pertenecieron a la Galería de Artes Visuales de Christiansand. Entre los artistas que se encuentran están Christian Krohg, Morten Müller, Johan Christian Dahl, Amaldus Clarin Nielsen, Kjell Nupen, Karsten Jakobsen y Else Marie Jakobsen.